# Худолеев, Григорий Александрович
Григорий Александрович Худолеев (22.02.1902 — 04.06.1964) — командующий артиллерией 306-й стрелковой дивизии 43-й армии 1-го Прибалтийского фронта, полковник. Герой Советского Союза.

## Биография

Могила Худолеева на Восточном кладбище Минска

Родился 9 (22) февраля 1902 года в деревне Изабелино ныне Кировского района Могилёвской области Белоруссии в крестьянской семье. Белорус. Окончил 10 классов. В 1914—1924 годах работал в сельском хозяйстве и в Лещинском сельском Совете.
В Красной Армии с 1924 года. Член ВКП(б)/КПСС с 1926 года. В 1930 году окончил в городе Минске Объединённую белорусскую военную школу имени ЦИК Белорусской ССР. Участник похода советских войск при освобождении Западной Белоруссии 1939 года.
Участник Великой Отечественной войны с июня 1941 года, начальник штаба артиллерийского полка. Сражался с вражескими оккупантами в оборонительных боях 1941 года в Белоруссии в районе Несвижа, Слуцка, Кричева, Климовичей, на реках Березина и Друть. Дрался с врагом в Московской битве, при освобождении Белоруссии, Литвы, Латвии, Польши.
Командующий артиллерией 306-й стрелковой дивизии полковник Григорий Худолеев особо отличился в Витебско-Оршанской наступательной операции 1944 года в ходе Белорусской стратегической наступательной операции под кодовым названием «Багратион».
Полковник Худолеев Г. А. умело организовал боевые действия вверенной ему артиллерии дивизии при прорыве 23 июня 1944 года оборонительной полосы неприятеля в районе посёлка городского типа Шумилино Витебской области Белоруссии.
24 июня 1944 года воины-артиллеристы 306-й стрелковой дивизии под командованием Худолеева успешно форсировали реку Западная Двина в районе деревни Шарипино Бешенковичского района Витебской области, и участвовали в освобождении посёлка городского типа Бешенковичи, городов Лепель и Докшицы.
За отличие в боях, умелое командование артиллерией стрелковой дивизии, а также личное мужество и отвагу Указом Президиума Верховного Совета СССР от 22 июля 1944 года полковнику Худолееву Григорию Александровичу присвоено звание Героя Советского Союза с вручением ордена Ленина и медали «Золотая Звезда».
После войны Г. А. Худолеев продолжал службу в армии. В 1947 году он окончил Высшие артиллерийские курсы. С 1955 года полковник Xудолеев Г. А. — в отставке.
Жил в столице Белоруссии городе-герое Минске. Скончался 4 июня 1964 года. Похоронен в Минске на Восточном кладбище.
Награждён двумя орденами Ленина, четырьмя орденами Красного Знамени, орденом Красной Звезды, медалями, в том числе медаль Польской Народной Республики «За Одру, Нису и Балтику».

## Память
В 1964 году Павловичской восьмилетней школе (деревня Павловичи, улица Школьная, дом 1, Кировский район, Могилёвская область) было присвоено имя Героя Советского Союза полковника Г. А. Худолеева.